# میکائیل ینگیباریان
میکائیل (میشا) هاروتیونی ینگیباریان (ارمنی: Միքայել (Միշա) Հարությունի Ենգիբարյան؛ زادهٔ ۳۰ اوت ۱۹۰۲ - درگذشته ۱۹۳۸) یک انقلابی و سیاستمدار اهل ارمنستان که از تاریخ ۱۹۳۷ تا تاریخ ۱۹۳۷ ریاست دانشگاه دولتی ایروان را برعهده داشت

## زندگی‌نامه
در ۳۰ اوت ۱۹۰۲ در بیوراکان به دنیا آمد و از دانشگاه کمونیستی سوردلوف (۱۹۲۱) و انجمن استادهای سرخ (۱۹۳۳) فارغ‌التحصیل شد. وی همچنین برنده نشان لنین شده است. وی در ۱۹۳۸ در سن ۳۶ سالگی در جریان پاکسازی بزرگ کشته شد.

## یادداشت
1. ↑  Յա․ Սվերդլովի անվան կոմունիստական համալսարան
2. ↑  Մոսկվայի կարմիր պրոֆեսուրայի ինստիտուտ